# Mouloudia Club d'Alger
Il Mouloudia Club d'Alger (in arabo مولودية الجزائر‎?), meglio noto come MC Alger, è una società calcistica algerina con sede nella città di Algeri, fondata nel 1921. Milita nella Ligue 1, la massima divisione del campionato algerino di calcio.
È una delle squadre più titolate del paese, avendo vinto 9 campionati algerini, 8 Coppe di Algeria, 2 Coppe di Lega algerina e 3 Supercoppe d'Algeria.
I suoi colori sociali sono il rosso e il verde. Disputa le partite casalinghe allo stadio 5 luglio 1962.

## Storia

### Dalla nascita fino all'indipendenza
Il 7 agosto 1921 un gruppo di giovani della Casba, quartiere storico di Algeri, si riunì con dei coetanei di Bab El Oued (quartiere popolare di Algeri) con l'intenzione di fondare una squadra di calcio. L'MC Alger iniziò a giocare nella lega regionale di Algeri con buoni risultati, raggiungendo la quinta serie già nel 1923. Da quel momento partì una scalata che permise al club di raggiungere la seconda divisione nel 1931 e la massima serie nel 1936. L'MC Alger rimase in massima divisione fino al 1956, quando cessò la propria attività.

### 1970-1980: gli anni d'oro
Dopo un decennio privo di titoli, il club si impose nel decennio successivo: solo nel 1974, 1977 e nel 1980 non vincerà alcun titolo, mentre vincerà, negli altri anni, 3 coppe nazionali (1971, 1973, 1976) e 5 campionati (1972, 1975, 1976, 1978, 1979). Il successo più importante arrivò con la vittoria della Coppa dei Campioni d'Africa 1976: ai sedicesimi di finale eliminò l'Al-Ahly Bengasi (5-4), agli ottavi l'Al-Ahly (3-1), ai quarti il Luo Union (7-3), in semifinale l'Enugu Rangers (3-2) e in finale ebbe la meglio ai tiri di rigore contro l'Hafia, dopo che entrambe le partite erano finite 3-0 per i rispettivi padroni di casa.

### 1980-2006: la crisi, il titolo del 1999 e il nuovo periodo buio
Nei due decenni successivi il club non riuscì a ripetere i risultati del decennio precedente. Negli anni '80 l'MC Alger conobbe dapprima piazzamenti a metà della classifica, riuscendo a vincere solo una Coppa d'Algeria nel 1983, e poi la retrocessione nella Division Régionale, da cui si risollevò un anno dopo, per poi rischiare nuovamente la caduta. Dopo il 1990, malgrado il ritorno della vecchia dirigenza, la squadra non migliorò significativamente i propri risultati, continuando a piazzarsi al centro della classifica.
Dopo vent'anni, nel 1998-1999 l'MC Alger tornò a vincere il campionato, ma a questa vittoria seguì un periodo buio. Nel 1999-2000 la squadra si piazzò penultima a un punto dall'ultima piazza e rischiò la retrocessione, sventata solo perché in quella stagione non furono previsti declassamenti, al fine di aumentare il numero delle squadre della competizione. La retrocessione giunse alla fine del campionato 2001-2002, chiuso al penultimo posto dal club di Algeri.

### La risalita (dal 2003)
Tornato subito in massima divisione, l'MC Alger disputò due buone annate tra il 2003 e il 2005, senza tuttavia aggiudicarsi alcun trofeo.
Il digiuno di vittorie si interruppe nel 2005-2006, quando la squadra allenata da François Bracci vinse la coppa nazionale contro l'USM Alger (2-1), per poi mettere in bacheca la Supercoppa d'Algeria nel 2006-2007. In quest'ultima stagione il successo in coppa nazionale fu ripetuto dal tecnico Enrico Fabbro, nonostante una stagione deludente in campionato. Seguì un altro successo nella supercoppa nazionale, ma in campionato vi furono poi due stagioni chiuse in posizioni anonime della classifica.
Profondamente rinnovata nell'estate del 2009, con la cessione di tredici giocatori, la squadra vinse per la settima volta il campionato nel 2009-2010, grazie all'apporto di calciatori provenienti dal vivaio (per esempio Brahim Bedbouda). Nonostante una forte crisi finanziari che portò alla partenza dei migliori giocatori, l'MC Alger raggiunse i quarti di finale della CAF Champions League 2011, uscendo a testa alta dopo i pareggi contro Espérance (1-1) e Al-Ahly (0-0) e la vittoria contro il Wydad Casablanca (3-1). Nel 2013 la squadra fu finalista perdente della coppa nazionale, trofeo vinto nel 2014 e nel 2016. Nel 2014 fu vinta un'altra Supercoppa d'Algeria, mentre in questo torneo arrivò una sconfitta nel 2016.
Nel 2017 e nel 2020 la squadra chiuse il campionato al secondo posto, per poi vincere il titolo algerino nel 2024, facendo tra l'altro registrare il migliore attacco e la migliore difesa della stagione.

## Palmarès

### Competizioni nazionali
- Campionato algerino: 9

1972, 1975, 1976, 1978, 1979, 1999, 2009-2010, 2023-2024, 2024-2025
- Coppa d'Algeria: 8

1971, 1973, 1976, 1983, 2005-2006, 2006-2007, 2013-2014
- Coppa di Lega algerina: 1

1998, 1999
- Supercoppa d'Algeria: 1

2006, 2007, 2014
- Campionato algerino di seconda divisione: 3

1967-1968, 1985-1986, 2002-2003

### Competizioni internazionali
- Coppa dei Campioni d'Africa: 1

1976
- Coppa delle Coppe del Maghreb: 2

1972, 1974

## Organico

### Rosa 2024-2025
Aggiornata al 16 gennaio 2025.
| N. |                           | Ruolo | Calciatore                  |
| -- | ------------------------- | ----- | --------------------------- |
| 1  | Algeria (bandiera)        | P     | Abdelatif Ramdane           |
| 3  | Algeria (bandiera)        | D     | Marwane Khelif              |
| 4  | Costa d'Avorio (bandiera) | D     | Serge Badjo                 |
| 5  | Algeria (bandiera)        | D     | Ayoub Abdellaoui (capitano) |
| 6  | Algeria (bandiera)        | C     | Mohammed Benkhemassa        |
| 7  | Algeria (bandiera)        | A     | Sofiane Bayazid             |
| 8  | Algeria (bandiera)        | C     | Zakaria Draoui              |
| 10 | Algeria (bandiera)        | A     | Zakaria Naidji              |
| 11 | Algeria (bandiera)        | A     | Tayeb Meziani               |
| 12 | Costa d'Avorio (bandiera) | C     | Mohamed Zougrana            |
| 14 | Algeria (bandiera)        | D     | Hamza Mouali                |
| 15 | Algeria (bandiera)        | A     | Mehdi Boucherit             |
| 16 | Algeria (bandiera)        | P     | Toufik Moussaoui            |

| N. |                           | Ruolo | Calciatore            |
| -- | ------------------------- | ----- | --------------------- |
| 17 | Algeria (bandiera)        | D     | Kamel Hamidi          |
| 18 | Algeria (bandiera)        | A     | Khayreddine Merzougui |
| 19 | Algeria (bandiera)        | D     | Ayoub Ghezala         |
| 20 | Algeria (bandiera)        | D     | Réda Halaïmia         |
| 21 | Algeria (bandiera)        | C     | Larbi Tabti           |
| 22 | Costa d'Avorio (bandiera) | C     | Kipré Zunon           |
| 23 | Algeria (bandiera)        | C     | Adel Ghanem           |
| 25 | Costa d'Avorio (bandiera) | A     | Romaric Ouattara      |
| 26 | Algeria (bandiera)        | C     | Akram Bouras          |
| 27 | Algeria (bandiera)        | D     | Abdelkader Menezla    |
| 29 | Algeria (bandiera)        | A     | Amine Messoussa       |
| 30 | Algeria (bandiera)        | P     | Seifeddine Belkhir    |

### Rose delle stagioni precedenti

#### Rosa 2008-2009
| N. |                    | Ruolo | Calciatore           |
| -- | ------------------ | ----- | -------------------- |
| 1  | Algeria (bandiera) | P     | Mohamed Benhamou     |
| 2  | Algeria (bandiera) | D     | Larbi Hosni          |
| 3  | Algeria (bandiera) | D     | Lounes Laouzai       |
| 5  | Algeria (bandiera) | D     | Smaïl Chaoui         |
| 7  | Algeria (bandiera) | A     | Hamza Yacef          |
| 8  | Algeria (bandiera) | C     | Fayçal Badji         |
| 10 | Algeria (bandiera) | C     | Fodil Hadjadj        |
| 11 | Algeria (bandiera) | D     | Abdelkader Besseghir |
| 12 | Mali (bandiera)    | D     | Moussa Coulibaly     |
| 14 | Algeria (bandiera) | A     | Safi Belghomari      |
| 15 | Algeria (bandiera) | D     | Réda Babouche        |
| 16 | Algeria (bandiera) | D     | Samir Galloul        |
| 17 | Algeria (bandiera) | D     | Maāmar Bentoucha     |
| 18 | Algeria (bandiera) | C     | Farouk Belkaïd       |

| N. |                    | Ruolo | Calciatore           |
| -- | ------------------ | ----- | -------------------- |
| 19 | Algeria (bandiera) | A     | Hadj Bouguèche       |
| 21 | Algeria (bandiera) | C     | Yacine Hamadou       |
| 23 | Algeria (bandiera) | C     | Hamza Koudri         |
| 26 | Algeria (bandiera) | P     | Mohamed Reda Ouamane |
| 29 | Algeria (bandiera) | A     | Sofiane Younes       |
| 30 | Algeria (bandiera) | P     | Sofiane Azzedine     |
| 33 | Algeria (bandiera) | C     | Abdenour Belkheir    |
| 35 | Algeria (bandiera) | A     | Nassim Bouchema      |
| 36 | Algeria (bandiera) | D     | Nourredine Kaddour   |
| 37 | Algeria (bandiera) | P     | Billal Slimani       |
| 39 | Algeria (bandiera) | D     | Salim Baroudi        |
| -  | Algeria (bandiera) | C     | Farid Daoud          |

#### Rosa 2020-2021
| N. |                    | Ruolo | Calciatore           |
| -- | ------------------ | ----- | -------------------- |
| 1  | Algeria (bandiera) | P     | Farid Chaâl          |
| 2  | Algeria (bandiera) | P     | Abdelkader Salhi     |
| 5  | Algeria (bandiera) | D     | Nabil Saâdou         |
| 6  | Algeria (bandiera) | D     | Miloud Rebiaï        |
| 7  | Algeria (bandiera) | C     | Chamseddine Harrag   |
| 8  | Algeria (bandiera) | C     | Abderrahmane Bourdim |
| 9  | Algeria (bandiera) | A     | Abdelhak Abdelhafid  |
| 11 | Camerun (bandiera) | A     | Rooney Eva Wankewai  |
| 12 | Algeria (bandiera) | D     | Mohamed Merouani     |
| 13 | Algeria (bandiera) | D     | Belkacem Brahimi     |
| 14 | Algeria (bandiera) | A     | Mehdi Benaldjia      |
| 15 | Algeria (bandiera) | D     | Nabil Lamara         |

| N. |                    | Ruolo | Calciatore                     |
| -- | ------------------ | ----- | ------------------------------ |
| 16 | Algeria (bandiera) | P     | Ahmed Boutagga                 |
| 17 | Algeria (bandiera) | D     | Mouad Hadded                   |
| 18 | Algeria (bandiera) | C     | Toufik Addadi                  |
| 19 | Algeria (bandiera) | A     | Sofiane Abdellaoui             |
| 20 | Algeria (bandiera) | D     | Walid Alati                    |
| 21 | Algeria (bandiera) | A     | Abdenour Belkheir              |
| 22 | Senegal (bandiera) | C     | Isla Daoudi Diomande           |
| 23 | Algeria (bandiera) | A     | Samy Frioui                    |
| 24 | Algeria (bandiera) | C     | Abdellah El Moudene            |
| 25 | Algeria (bandiera) | A     | Billel Bensaha                 |
| 26 | Algeria (bandiera) | A     | Badreddine Dahlal              |
| 27 | Algeria (bandiera) | D     | Abderahmane Hachoud (capitano) |